# Bodenseeufer (Gmk. Allensbach, Hegne, Reichenau)
Das Bodenseeufer (Gmk. Allensbach, Hegne, Reichenau) ist ein Naturschutzgebiet auf dem Gebiet der Gemeinden Allensbach und Reichenau im baden-württembergischen Landkreis Konstanz in Deutschland.
Es umfasst knapp 25 Hektar der Uferzone des Gnadensees (Bodensee) und wurde 1961 als Naturschutzgebiet ausgewiesen. Bereits 1963, zwei Jahre nach Ausweisung, wurde das NSG durch Änderungsverordnung um etwa 36 Hektar verkleinert. 